# Rafael Obligado

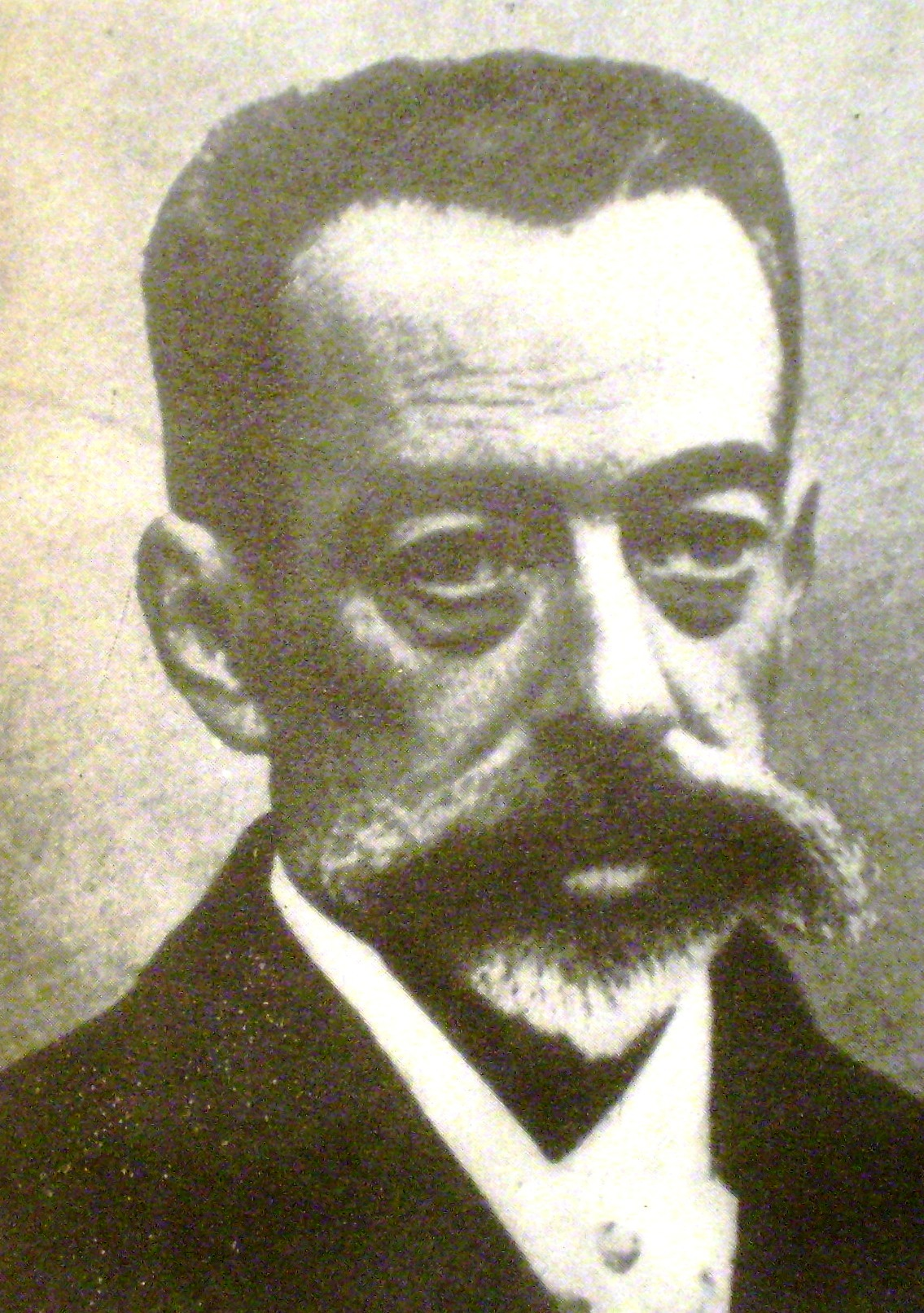
Rafael Obligado

Rafael Obligado (* 27. Januar 1851 in Buenos Aires; † 8. März 1920 in Mendoza) war ein argentinischer Schriftsteller.

## Leben
Obligado stammte aus einer sehr wohlhabenden Familie; er war ein Sohn von Luis Obligado y Saavedra und dessen Ehefrau María Jacinta Ortiz Urién. Seine Kindheit und Jugend verbrachte Obligado auf dem Stammsitz der Familie in der Nähe der Stadt Paraná (Entre Ríos) am Río Paraná. Daher auch sein ehrender Spitzname el poeta del Paraná.
Er begann Rechtswissenschaften an der Universidad de Buenos Aires zu studieren, brach das Studium aber nach einigen Semestern wegen Desinteresses ab. Auf seine Unterstützung geht die Gründung der „philosophischen Fakultät“ der Universität zurück.
Obwohl er immer wieder nach Paraná zurückkehrte, lebte er die meiste Zeit in Buenos Aires. Dort heiratete er und hatte zwei Söhne, Pedro Miguel und Carlos, die später ebenfalls Schriftsteller wurden. Obligado lud regelmäßig zu Literatentreffen in sein Haus in Buenos Aires ein. Nahezu dreißig Jahre fanden diese Treffen von Literaten und Künstlern statt und standen einem europäischen Salon in nichts nach.

## Werke (Auswahl)
Zeit seines Lebens war Obligado ein Patriot; trotzdem ließ er sein literarisches Debüt in Paris herstellen. 1855 veröffentlichte er seine Lyrikanthologie „Poesías“ in einer sehr kostbaren Ausgabe. Eine zweite Auflage wurde 1906 wesentlich schlichter als die Erstausgabe, aber dennoch weit über dem Durchschnitt publiziert.
In „Santos Vega“ thematisiert Obligado Leben und Wirken eines Payadors; ein Sujet mit dem sich bereits vor Obligado Hilario Ascasubi, Eduardo Gutiérrez und Bartolomé Mitre auseinandergesetzt haben.
- Leyendas argentinas. La Bolsa de las libras, Montevideo 1920.
- Poesías. Neuaufl. Editorial Sopena Argentina, Buenos Aires 1963.
- Santos Vega. Neuaufl. Editorial Colihue, Buenos Aires 1987, ISBN 950-08-1035-2.

## Ehrungen
- 1935 Ehrendoktorwürde der Universidad de Buenos Aires